# Spindeldjur
Spindeldjur (Arachnida) är en klass i stammen leddjur.
De andas liksom insekter och tusenfotingar genom luftrör (trakéer), vilka på olika sätt kan vara ombildade till så kallade lungsäckar, det vill säga ihåliga blad, vilka liksom bladen i en bok ligger i stort antal bredvid varandra (boklunga). Endast de enklaste spindlarna saknar särskilda andningsorgan och andas genom huden. Spindeldjur skiljer sig från insekter och tusenfotingar genom att huvudet och mellankroppen är sammanväxta till ett stycke. Ett annat kännetecken är att de är utrustade med fyra benpar, fast i vissa fall har det främre benparet omvandlats till ett känselorgan. Annars är kroppens form mycket växlande. Abdomen är ibland klotrund och bildad av ett enda stycke som hos egentliga spindlar, ibland långdragen och ledad som hos skorpioner, och ibland fullständigt sammanväxt med främre kroppsdelen som hos kvalster. Karakteristiskt är vidare att pannspröt (antenner) saknas.
I munöppningens närhet finns två tugg- eller gripredskap, pedipalper, som är obildade benpar. Nervsystemet utgörs hos de enklare spindeldjuren av en gemensam, svalget omgivande massa. Men i regel finns tydliga skillnader mellan hjärna och ryggmärg. Spindeldjur har aldrig fasettögon utan 2 till 12 orörliga punktögon. Från magsäcken utgår 3 till 5 blindsäckar, som ofta sträcker sig in i benen. De flesta arter i klassen spindeldjur är skildkönade.

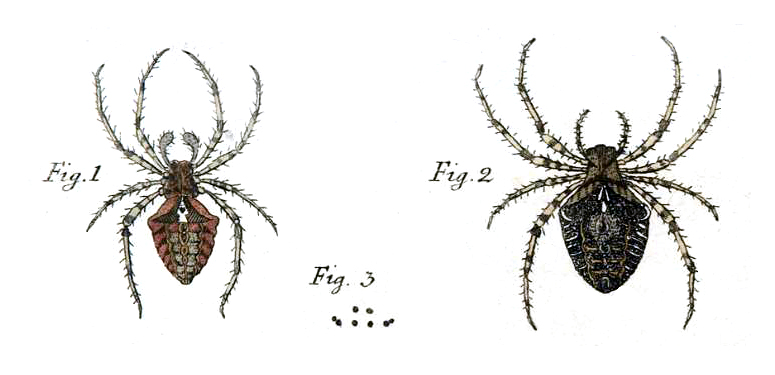
Spindeldjur.

Klassen indelas i ordningar (se faktarutan till höger).
Fram till 2020-talet blev ungefär 80 000 arter beskriva som fördelar sig på 17 ordningar med tillsammans ungefär 450 familjer.
De flesta medlemmar är marklevande och några är anpassade för ett liv i vatten. Spindeldjur har allmänt andra ryggradslösa djur som föda. De saknar ofta förmåga att svälja fast föda. Därför fylls bytesdjuret med enzymer och den uppstående vätskan sugas upp.